# Jacques-François Blondel
Jacques-François Blondel, född 8 januari 1705 i Rouen, död 9 januari 1774 i Paris, var en fransk arkitekt. Han var brorson till François Blondel.
Blondes kombinerade som arkitekt de stora massorna med viss tyngd, såsom i stadshuset och biskopspalatset i Metz. Sin största betydelse fick han som lärare, och öppnade 1739 en privat arkitekturskola i Paris som blev mycket besökt. 1756 blev han professor vid arkitekturakademin i Paris. Blondel skrev en bok om lustslott (1737), och utgav L'architekcture française (1752-56), som är pedagogiskt och historiskt betydande, samt Cours d'architecutre civile (9 band, 1771-77). Blondel är representerad vid bland annat Nationalmuseum.